# Večerní šaty

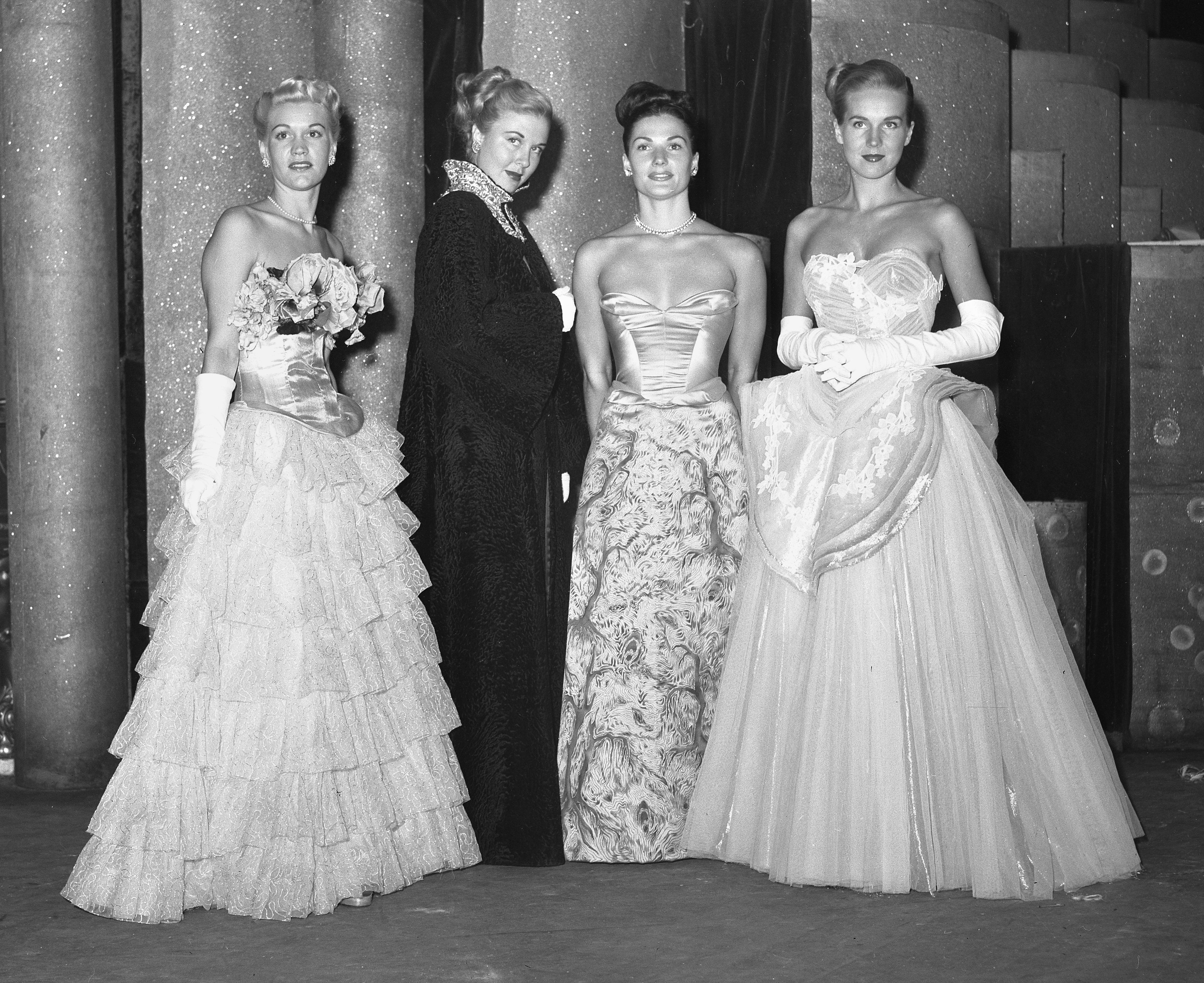
Večerní šaty, 1947

Dámské večerní šaty je dlouhý typ šatů, který se nosí obvykle při formálních příležitostech. Večerní šaty jsou obvykle vyráběny z luxusních tkanin, jako je šifon, samet, satén, organza atd., velmi populární je také hedvábí. Původ večerních šatů sahá do 15. století, do doby Burgundského vévodství za vlády Filipa III. Dobrého. Bohaté textilie a vlákna byly obvykle doménou šlechty a oblečení bylo stále používáno jako identifikátor společenské hodnosti a postavení. V současné módě se večerní šaty vyrábí v různých střizích a dokonce i délkách.